# Лівобережний (Дніпро)
Лівобережний — житловий район на північному заході Дніпра в Індустріальному й Амур-Нижньодніпровському адміністративних районах міста Дніпро.
Був одним з останніх районів масових забудов радянського періоду в Дніпрі. Будувався у 1980-х роках.

## Географія району
Житловий район Лівобережний розділяється на 4 мікрорайони: Лівобережний-1, Лівобережний-2 (ж.м. Березинський, Березинка) та Лівобережний-3, 4. Охоплює історичне селище Боржом. До Амур-Нижньдніпровського адмін. району відносяться східні Лівобережний 1 й 2; до Індустріального адмін. району відносяться — Лівобережний 3 й 4.
Донецьке шосе розділяє з півдня на північ Лівобережний на Лівобережний 1, 2 (на сході від шосе) й Лівобережний 3, 4 (на захід від шосе). Лівобережний-1 розташований північніше за Лівобережний-2. Проспект Миру розділяє зі сходу на захід Лівобережний-3 (північніше від проспекту) й Лівобережний-4 (південніше від проспекту).
На південь від Лівобережного-4 розташоване довгасте озеро Курочкине (Куряче).
Південною межею району мало стати Полтавське шосе, що планувалося вести від сучасного Нижньодніпровського трубного заводу під проспектом Слобожанським у Дома Торгівлі, південніше району Калинової вулиці, через Донецьке шосе (південніше Лівобережного-2 й -4) й далі північніше житлової забудови Кам'янки й Березанівки, виходячи на шлях до Кобеляків. По ньому планувалося ще з 1960-их років провести трамвайну лінію від заводу на майбутній житловий район Лівобережний. Проте обхідне Полтавське шосе було збудоване на півдні Камʼянки.
На заході району розташоване закрите (Новоклочківське) кладовище, дачне селище й аеродром Кам'янка. На півдні району лежить поселення Ломівка.
На півночі району промислові підприємства й мікрорайон Березинський. На сході від району розташоване закрите (Клочківське) кладовище й житловий район по Калиновій вулиці.

### Березинка
Березинський район (або у просторіччі Березинка) забудовувався по вулиці Березинській, як західна частина Клочко-6, що зараз лежить північніше Березинської вулиці, східніше Донецького шосе й західніше старої забудови Клочко-6. Проте назва Березинка закріпилася за Лівобережним-1, іноді Лівобережним-2 й на початку будівництва — за Лівобережним-3.

### Боржом
Боржом - історична місцевість між Донецьким шосе на заході, вулицею Янтарною на сході, вулицею Лебедєва - Кумача  на півночі та Богомаза на півдні. Охоплює нинішні  Лівобережний - 1 та Лівобережний - 2 . Сформувався як північний виселок Мануйлівки, що  у 1890-ті став робітничим селищем. Назва походить від місцевих джерел мінеральної води, що за хімічним складом нагадувала Боржомі. Район переважно одноповерхової забудови, лише в західній частині розташовані багатоповерхівки.

## Основні вулиці

### Лівобережний-1
- Донецьке шосе;
- вулиця Марії Лисиченко
- вулиця Терещенківська
- вулиця Березинська
- провулок Крушельницької

### Лівобережний-2
- Донецьке шосе;
- вулиця Терещенківська
- вулиця Богомаза
- провулок Крушельницької

### Лівобережний-3
- проспект Миру;
- Донецьке шосе;
- вулиця Березинська;
- вулиця Миколи Міхновського;
- вулиця Генерала Захарченка;
- провулок Фестивальний;
- провулок Вільний;

### Лівобережний-4
- проспект Миру;
- Донецьке шосе;
- вулиця Усенка
- вулиця Лебедєва-Кумача

### Боржом
- Вулиця Лебедєва - Кумача;
- Вулиця Мольєра;
- Вулиця Спартака;
- Вулиця Дружна;
- Вулиця Райдужна;
- Вулиця Богомаза;
- Вулиця Вітчизняна;
- Вулиця 8 березня;
- Вулиця Янтарна

## Освітні установи
- Навчально-виховний комплекс № 131 загальноосвітній навчальний заклад I ступеня — гімназія; провулок Крушельницької, 10 (Лівобережний-1);
- Середня загальноосвітня школа № 133; провулок Крушельницької, 5а (Лівобережний-2);
- Середня школа № 135; Березинська вулиця, 31 (Лівобережний-3);
- Ліцей № 138; Березинська вулиця, 29 (Лівобережний-3);
- Середня загальноосвітня школа № 147; проспект Миру, 51а (Лівобережний-4).

## Галерея

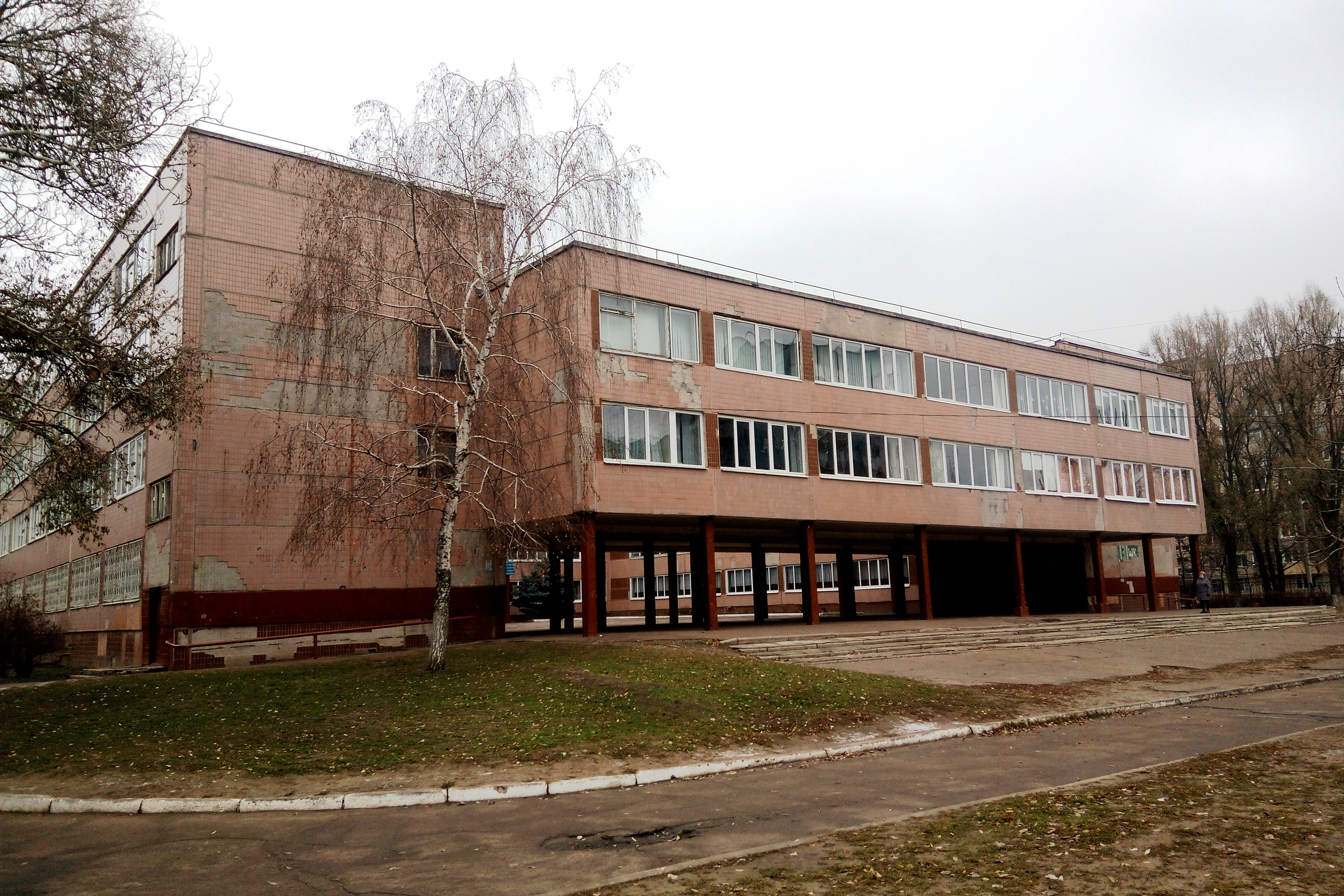
Навчально-виховний комплекс № 131
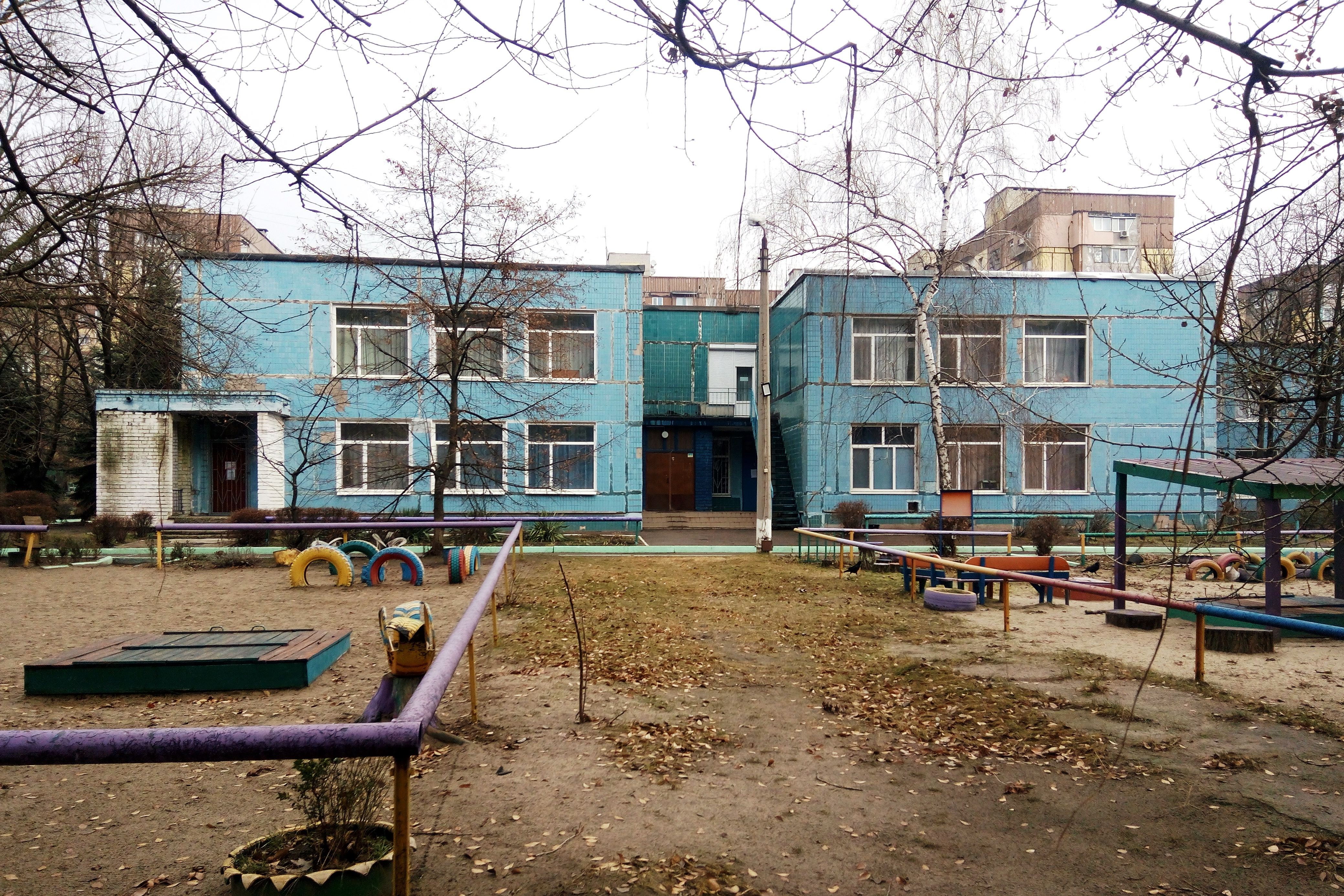
Дошкільний навчальний заклад № 22
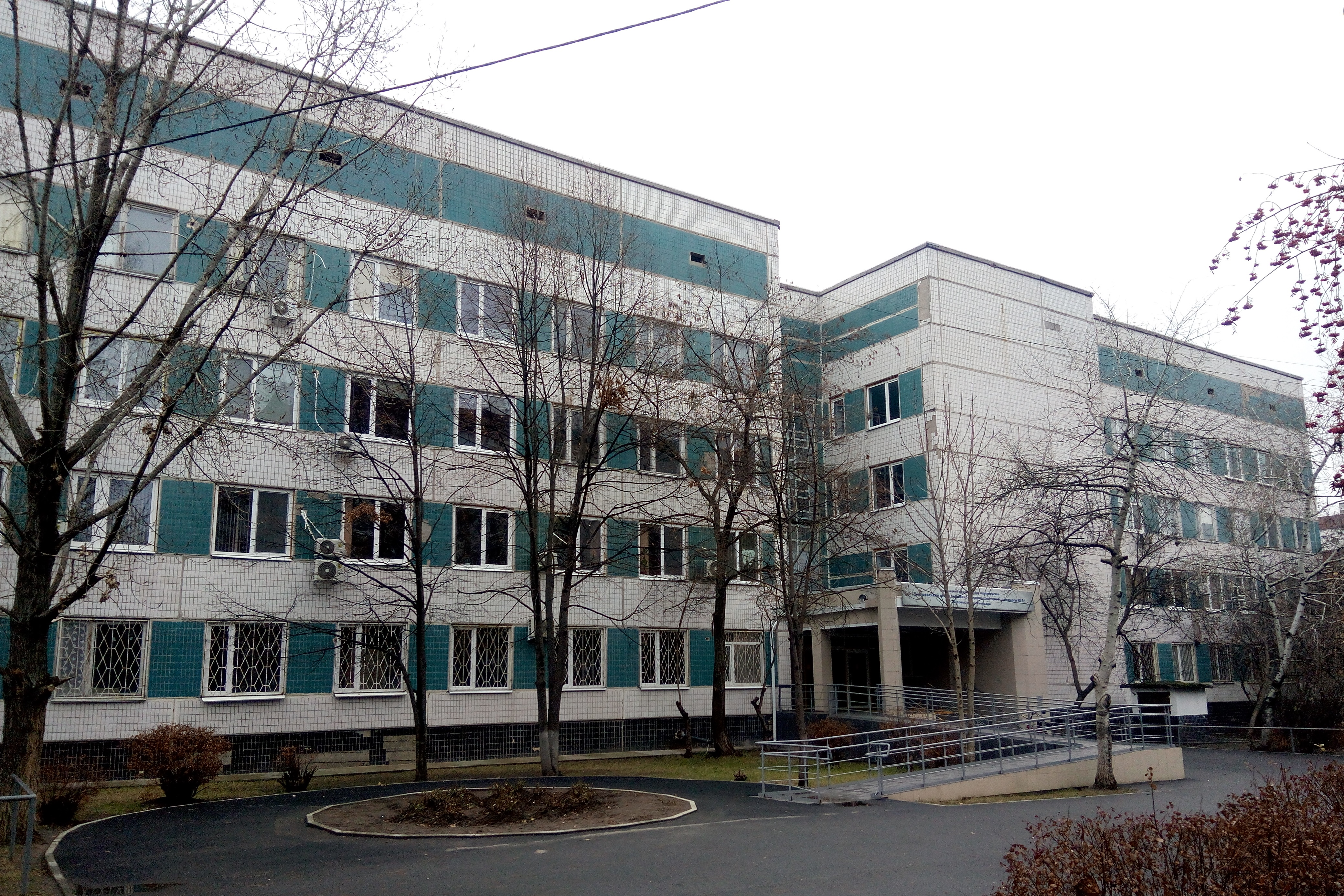
Центр первинної медико-санітарної допомоги № 9
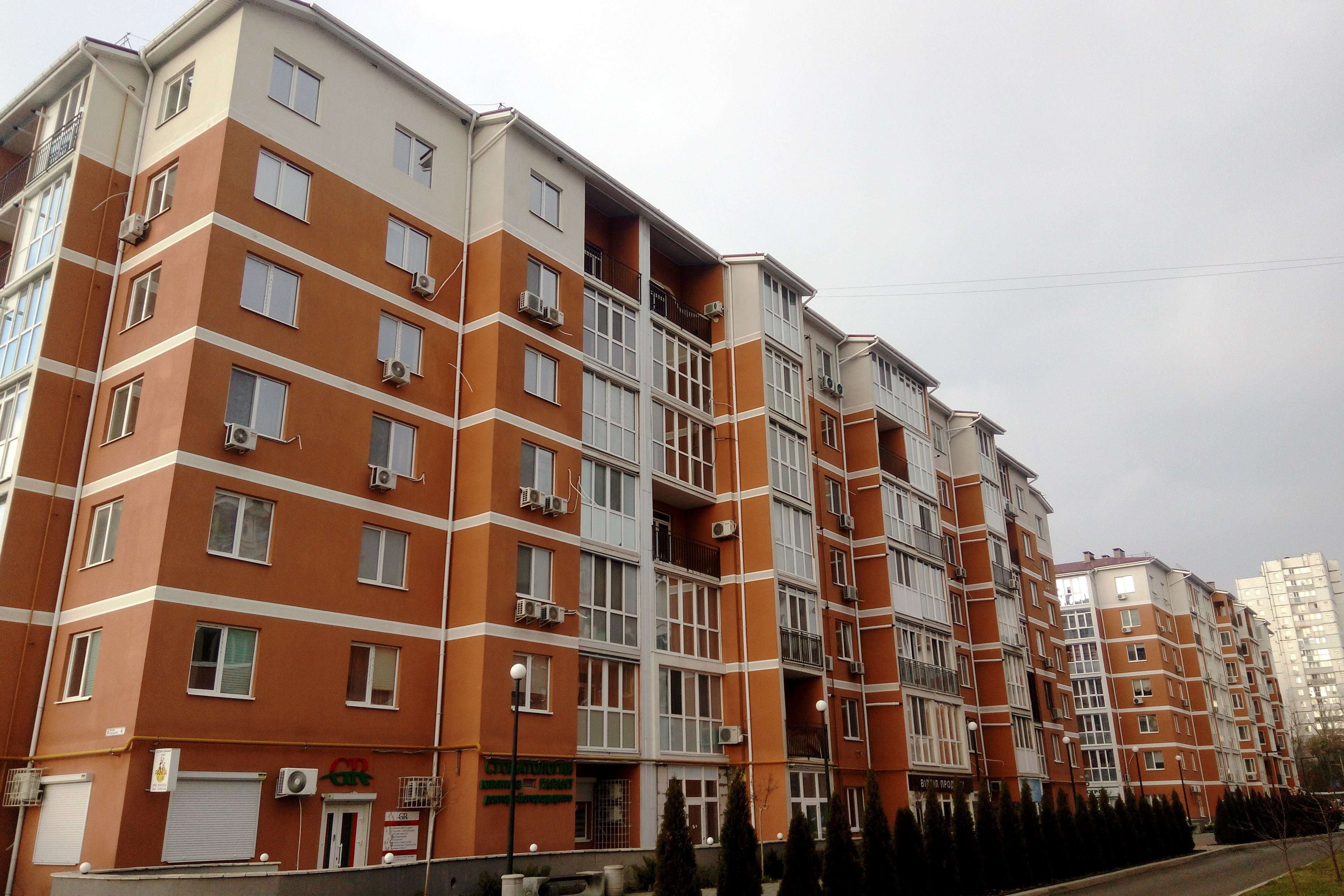
Житловий комплекс "Олімпійський"
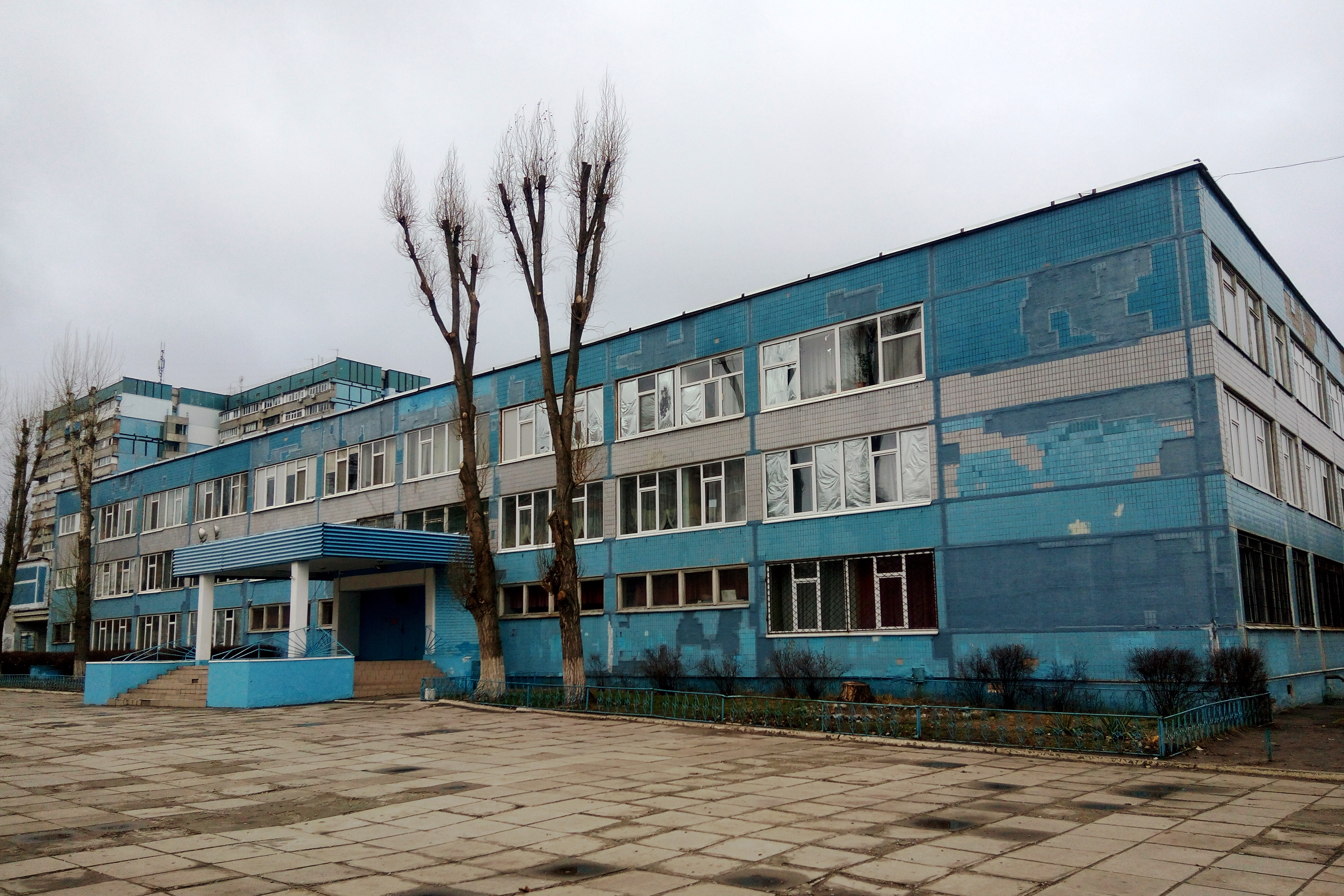
Навчально-виховний комплекс № 138
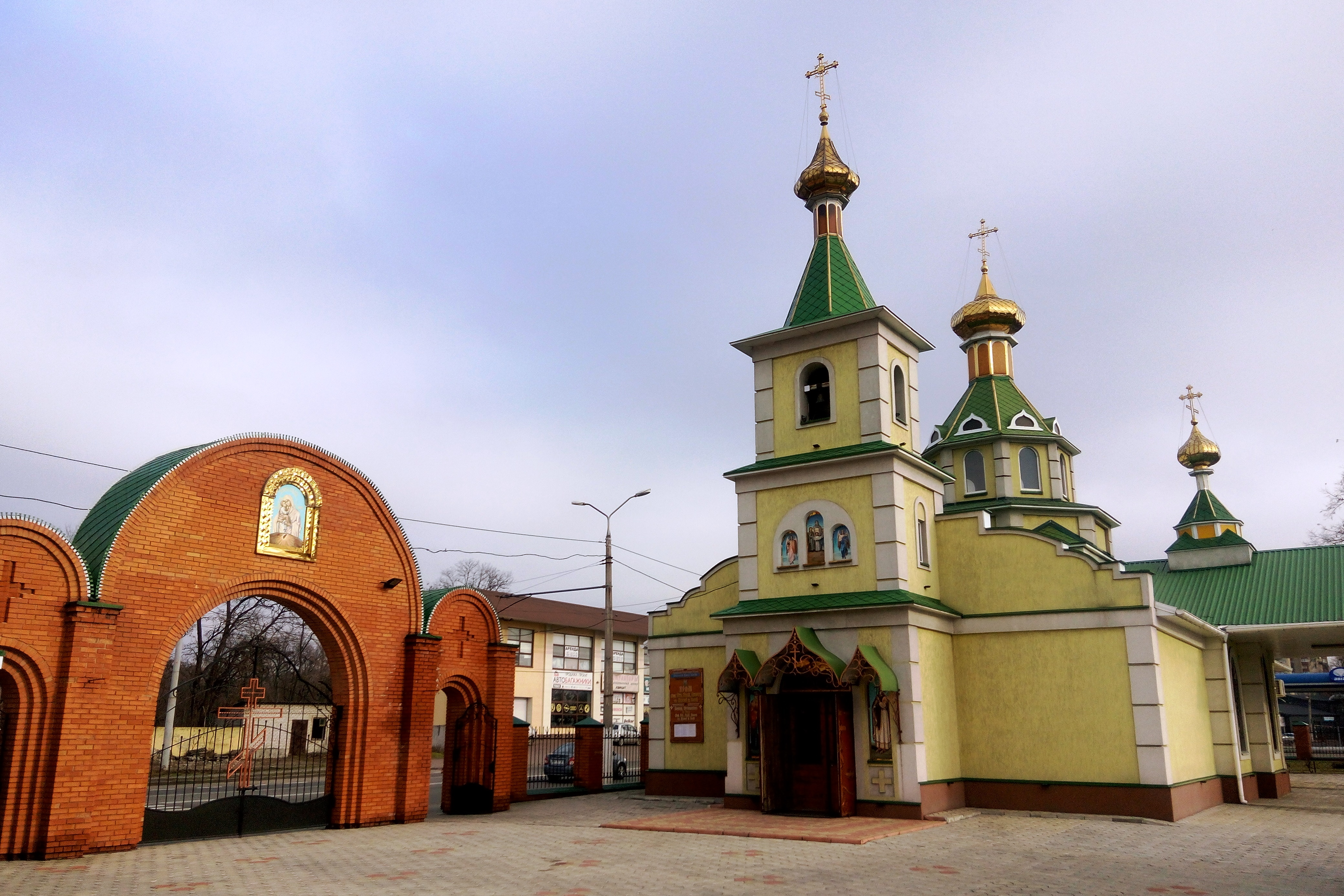
Храм Святих Віри, Надії, Любові та матері їх Софії (ПЦУ)
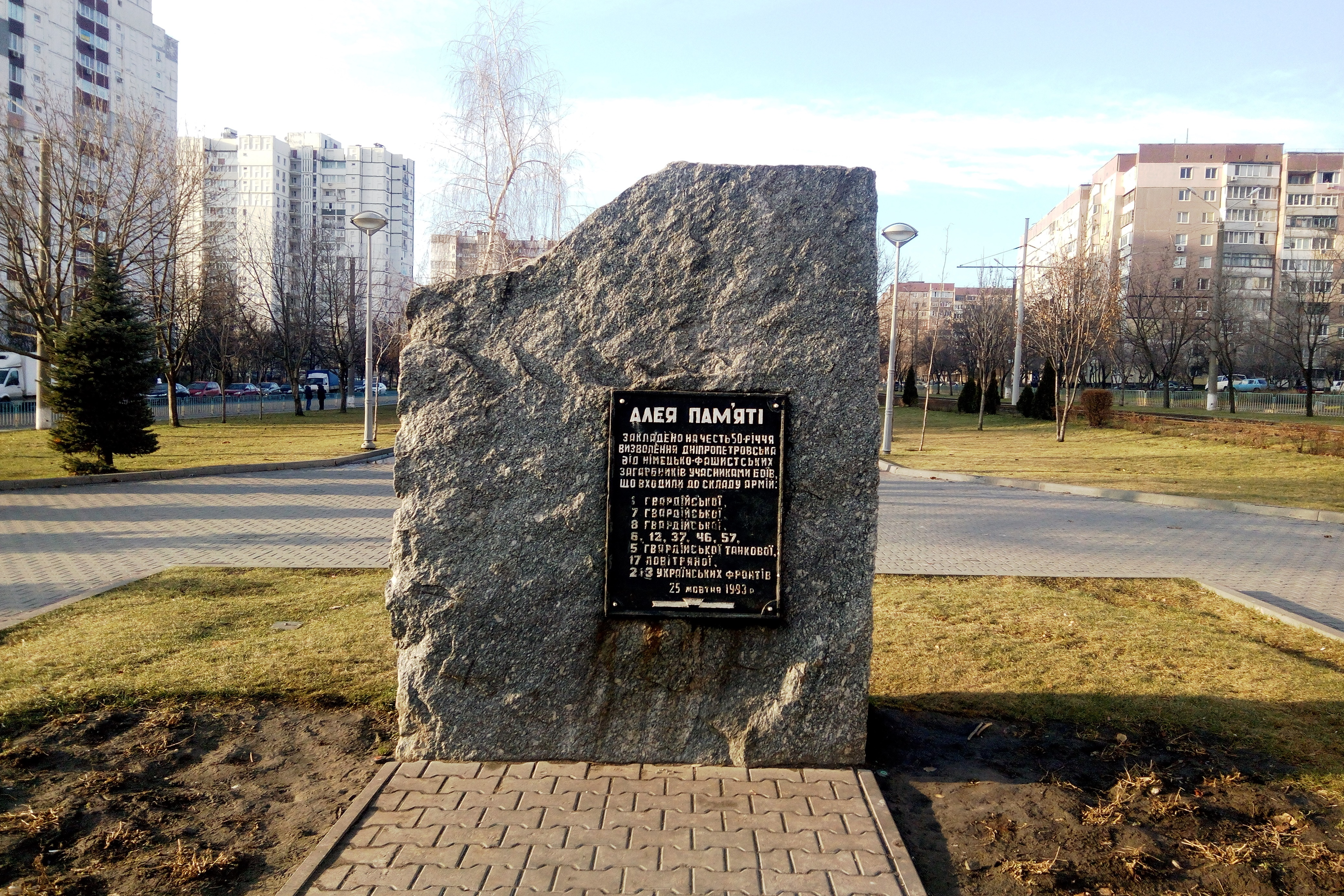
Пам'ятний знак на честь 50-річчя визволення м.Дніпропетровська на Алеї Пам'яті
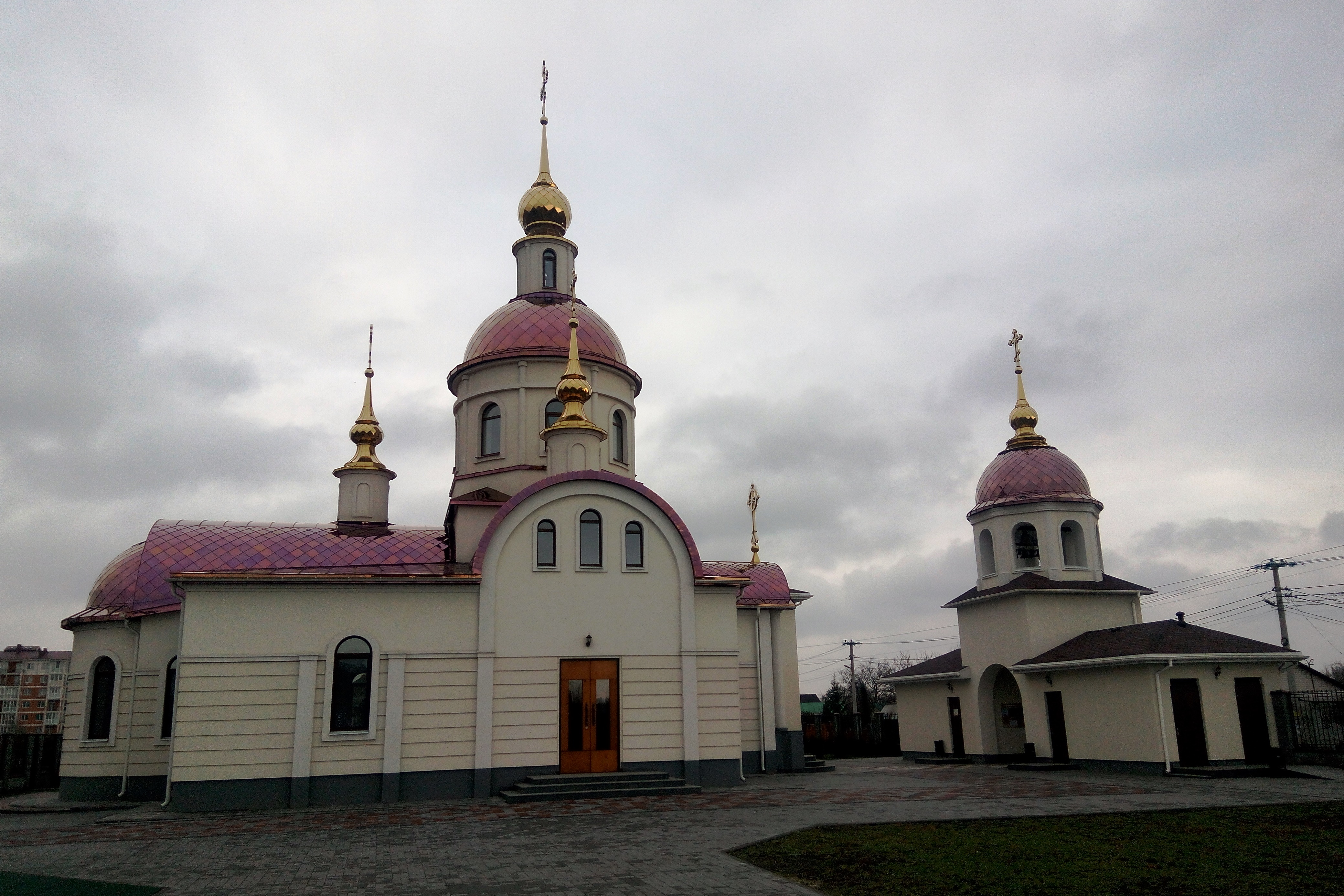
Храм Преподобних Антонія i Феодосія Києво-Печерських
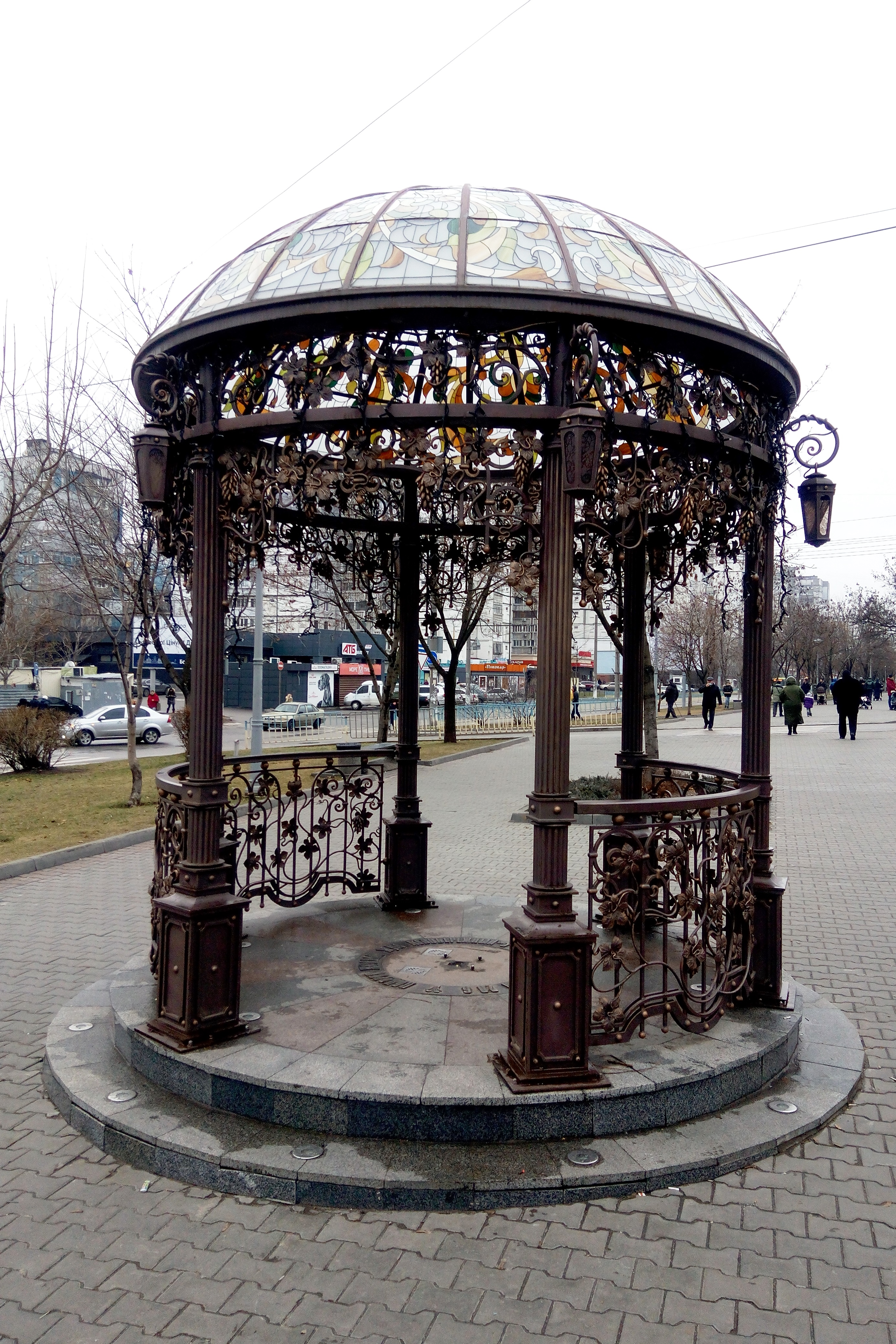
Бювет на проспекті Миру
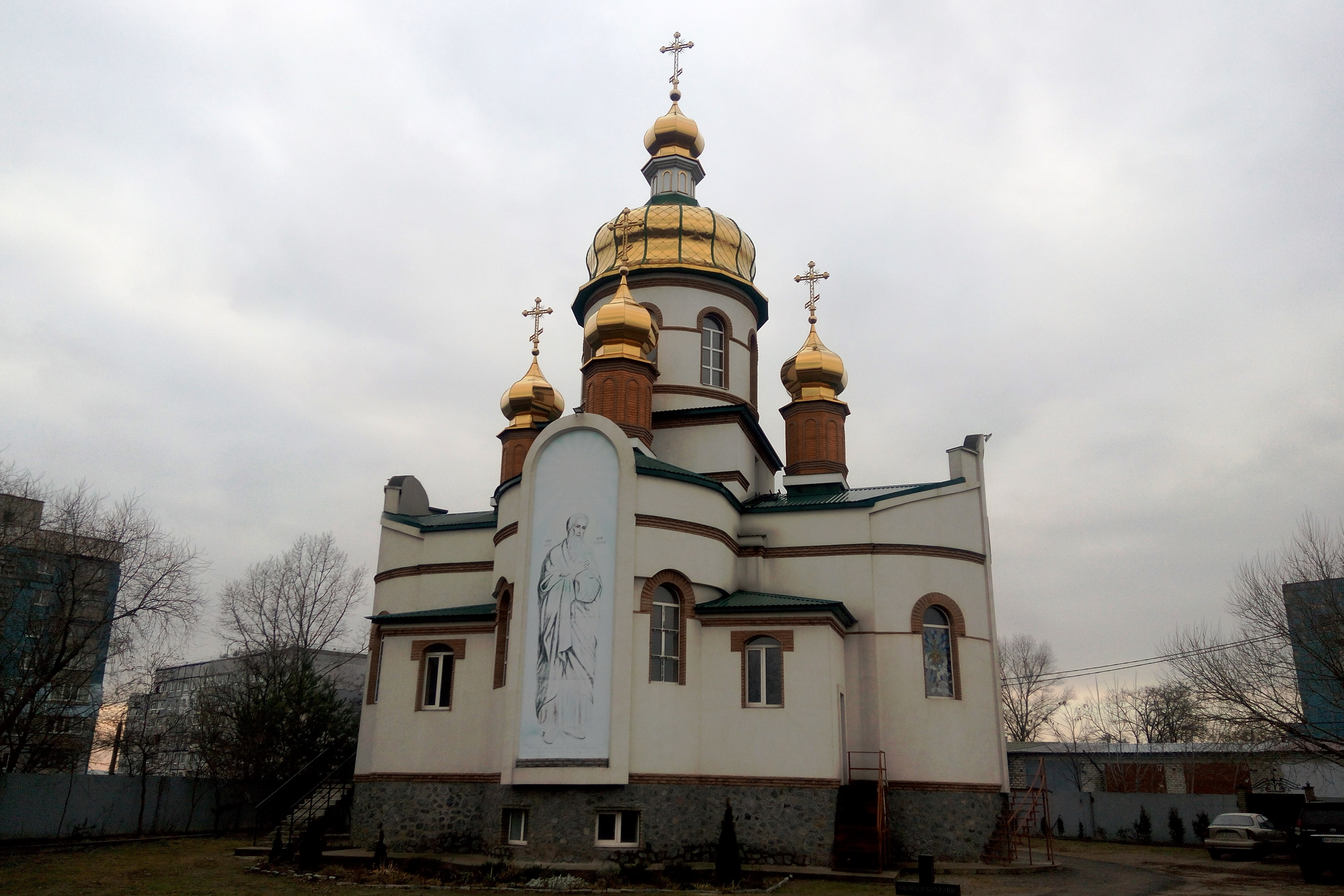
Храм Святого Андрія Первозванного